# Christopher Tyler
Christopher W. Tyler es un neurocientífico de la visión, creador del autoestereograma (dibujos de Magic Eye) y director del "Smith-Kettlewell Brain Imaging Center". También es cátedrático de la City University of London.

## Biografía
Poco después de obtener su doctorado en la Universidad de Keele (1970), el Dr. Tyler se convirtió en investigador en Bell Labs (1974-75), donde trabajó con Bela Julesz, científico de la visión, psicólogo y "MacArthur Fellow". Julesz es muy conocido por su invención del estereograma de puntos aleatorios, que consiste en un par de imágenes estéreoscópicas de puntos aleatorios creadas mediante ordenador, que cuando se miran con un estereoscopio, el cerebro asimila como formas tridimensionales. Con él demostró que la percepción de profundidad es un proceso neurológico. Después de dejar los Laboratorios Bell, Tyler entró en el Smith-Kettlewell Institute of Visual Sciences . 
Los intereses científicos de Tyler se centran en la percepción visual y en la neurociencia visual. Su investigación ha contribuido al estudio de la forma, la simetría, el parpadeo, el movimiento, el color y la percepción de la profundidad estereoscópica en adultos y ha desarrollado pruebas para el diagnóstico de enfermedades oculares en niños y de enfermedades de la retina y del nervio óptico en adultos. También estudió el procesamiento visual y la dinámica de los fotorreceptores en otras especies como las mariposas y los peces.  
Su trabajo científico reciente se refiere a estudios teóricos sobre IRM, estudios psicofísicos y funcionales de la estructura de procesos globales tales como la estructura del movimiento, la simetría, el contraste figura/fondo y la percepción de profundidad estereoscópica y su susceptibilidad a ser dañada en una lesión cerebral traumática. 
Los actuales y recientes asociados de Tyler incluyen a Lora Likova, Josh Solomon, Chien-Chung Chen, Spero Nicholas, Mark Schira, Lenny Kontsevich, Russ Hamer, Anthony Norcia, Lauren Barghout, Amy Ione.

## Autostereograma
Poco después de llegar a Smith-Kettlewell (en 1979), Tyler avanzó significativamente en la investigación de los estereogramas aleatorios de Julesz cuando inventó el primer "autostereograma de puntos aleatorios" (también conocido como estereograma de puntos aleatorios de una sola imagen). La invención del autostereograma hizo posible que una persona viera formas tridimensionales a partir de una sola imagen bidimensional sin la ayuda de un equipo óptico. Estas imágenes fueron posteriormente conocidas como el " Magic Eye " siendo popularizadas por varias publicaciones de "NE Thing Enterprises" y que ocuparon varias semanas la lista de los "Más Vendidos" del New York Times..  

## Investigaciones de arte
Los artículos de investigación de arte de Tyler tocan varios temas, incluyendo estudios de composición, Estudios de perspectiva, La controversia centrada en los ojos, Hipótesis óptica de David Hockney, El autorretrato de Leonardo, La última pintura de Manet: Un bar del Folies Bergère, Masolino, El espacio en el arte del siglo XX, La simetría: el arte y la neurociencia, La estructura de la consciencia y el arte informático.
Tyler también ha argumentado convincentemente contra la tesis respaldada por el libro de Hockney: “Secret Knowledge: Rediscovering the Lost Techniques of the Old Masters” que sostiene que las técnicas de proyección óptica se usaron de ayuda en muchas pinturas de artistas desde principios del siglo XV, técnica que se extendió durante aproximadamente dos siglos entre 1420 1595, citando entre otros a Fabriano, Jan van Eyck, Pisanello, Mantegna, Melozzo di Forli, Cranach, Rafael y Moroni.  Tyler indica con reconstrucciones geométricas en su sitio web Art Optics  que las obras de arte en discusión son pinturas brillantes dibujadas a "vista directa" en lugar de estar hechas con proyecciones ópticas.

## Proyección octante de Leonardo

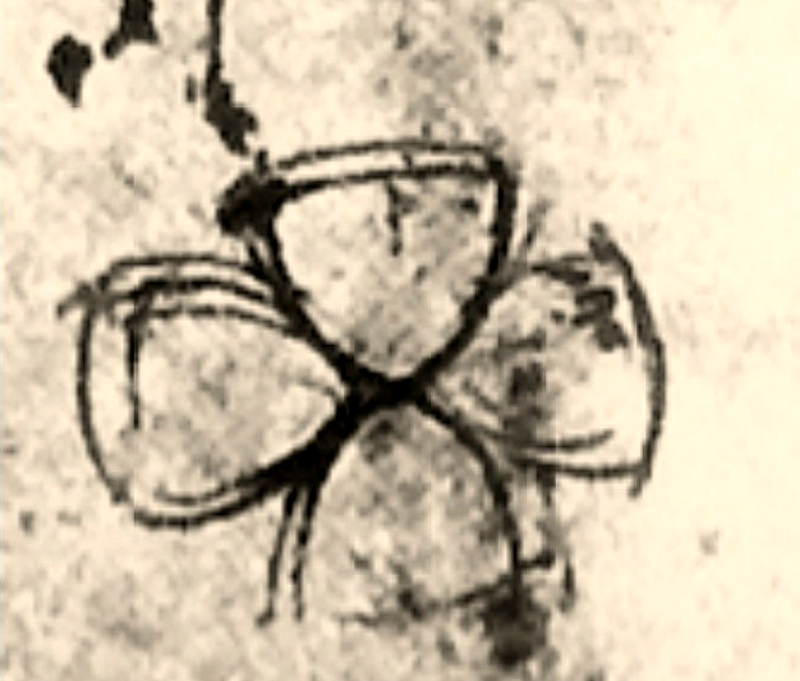
Boceto en el Códice Atlántico con el tipo proyección octante de Leonardo

La proyección en octantes o proyección octante de Leonardo, es un tipo de proyección propuesto por primera vez, en 1508, por Leonardo da Vinci en su Códice Atlanticus. La autoría de Leonardo quedaría demostrada por Christopher Tyler, quién declaró: "For those projections dated later than 1508, his drawings should be effectively considered the original precursors ...". Tyler argumenta su tesis separando la autoría de Leonardo en la proyección (1508) de la autoría de Leonardo en el mapa  (1514), a diferencia de otros autores que han tratado de forma conjunta la autoría de ambos, mapa y proyección .

## Estudios de consciencia
Sus intereses en la naturaleza de la consciencia han dado como resultado una reconceptualización de la esencia de la Física Cuántica, en la cual la superposición de estados de Schrödinger se expresa como una propiedad inherente de la concepción de la probabilidad sostenida por el investigador consciente más que como una propiedad del sistema físico per se [documento de FoM]. Si bien esto conserva el papel de la consciencia en el marco cuántico, al convertir la superposición únicamente como una propiedad de la conceptualización neuronal, resuelve muchas de las paradojas de la Física Cuántica dentro del dominio de la física clásica y evita su ilógica anticientífica.